# Durella atrocyanea
Durella atrocyanea är en svampart som först beskrevs av Elias Fries, och fick sitt nu gällande namn av Franz Xaver von Höhnel 1919. Durella atrocyanea ingår i släktet Durella och familjen Helotiaceae.  Arten är reproducerande i Sverige. Inga underarter finns listade i Catalogue of Life.